# Желобок (Днепропетровская область)
Желобок (укр. Жолобок) — село,
Кочережковский сельский совет,
Павлоградский район,
Днепропетровская область,
Украина.
Код КОАТУУ — 1223584002. Население по переписи 2001 года составляло 58 человек .

## Географическое положение
Село Желобок находится в 4-х км от правого берега реки Вязовок,
на расстоянии в 4 км от села Нововязовское (Юрьевский район).
По селу протекает пересыхающий ручей.

## Происхождение названия
На территории Украины 4 населённых пункта с названием Желобок.